# María Jesús Mejuto
María Jesús Mejuto Carril (Múnich, Alemania, 19 de marzo de 1968) es una política española militante del partido Partido Socialista Obrero Español de Extremadura, España.
Sus padres, Jesús y María Cruz, emigraron a Alemania en la década de los 60. Después de llegar a España en 1978, cursa sus estudios en la Universidad de Salamanca, donde el 20 de agosto de 1996, obtiene el título de Licenciada en Medicina. En el examen para Médico Interno Residente realizado en 1998, sistema de formación de especialistas médicos que existe en España, obtiene por méritos propios el número 1.284 dentro de la relación de aprobados, tras realizar la especialidad en Medicina familiar y comunitaria. El 26 de mayo de ese año, comienza a trabajar en el Hospital de Mérida (España).
El 25 de septiembre de 1999, contrae matrimonio con el Ignacio Fernández Portales, neurocirujano del Hospital Infanta Cristina de Badajoz, desarrollando su vida profesional en Extremadura. El 24 de febrero de 2005, devuelve el contrato sin firmar, a fin de no perder la interinidad, y poder ejercer el cargo cobrando como alto puesto directivo, tal y como consta en su currículum oficial, de Subdirectora de atención especializada del área de Salud de Mérida. En abril de 2007 es ascendida a directora del Hospital de Tierra de Barros, esta vez, tampoco firma el contrato remitido, pero al salir su nombramiento en el Diario Oficial de Extremadura (DOE), pierde la interinidad, que recupera en el 2011. Cobró de forma irregular unos 33.133,55 en concepto de guardias, pagos incompatibles con su cargo de Subdirectora.  En 2007, obtiene el postgrado en Alta Dirección Pública en  en la Fundación Instituto Universitario de Investigación José Ortega y Gasset. Después de las elecciones autonómicas españolas de 2007 fue nombrada Consejera de Sanidad y Dependencia de la Junta de Extremadura.

## Polémica
El 2 de julio de 2007 es nombrada Consejera de Sanidad y Dependencia de la Junta de Extremadura, durante su mandato, y antes de su cese en julio de 2011 por cambio de gobierno al perder las elecciones el P.S.O.E. de Extremadura, convocó unas oposiciones para funcionario de una especialidad del Sistema Extremeño de Salud(SES), presentándose al mismo y saliendo triunfadora con una nota de 93,333, muy lejos de la segunda mejor nota con un 64,000. En febrero de 2014, el Servicio Extremeño de Salud decidió suspender esta oposición.